# Herbert Mäder
Pour les articles homonymes, voir Mader.
Herbert Mäder, souvent orthographié Maeder, est un photographe, photojournaliste et politicien suisse, né le 3 février 1930 à Rorschach (SG) et originaire de Galgenen (SZ), et mort le 23 janvier 2017 à Rehetobel (Suisse).

## Biographie
Fils d'un droguiste, il grandit à Wil puis entre au Gymnase de Schwytz pour faire un apprentissage de droguiste entre 1948 et 1952. Il étudie la photographie à l'école d'arts appliqués de Vevey à partir de 1952. En 1953, il travaille en tant que photographe indépendant et photojournaliste.

## Le Comité Herbert Maeder
De 1983 à 1995, il occupe l'un des deux sièges pour le Canton d'Appenzell Rhodes-Extérieures pour le « Komitee Herbert Mäder » et siégea en tant qu'indépendant avec le groupe de l'Alliance des Indépendants. Il s'engagera principalement pour des questions d'environnement et sur l'écologisme et fut considéré comme un politicien écologiste.
Le 23 octobre 1983, il déloge le candidat du Parti socialiste, le conseiller d'État Jost Leuzinger et remporte le siège en mains socialistes depuis 75 ans. Bien que siégeant avec l'Alliance des Indépendants, il fut très proche des idées du PS et fut le premier politicien suisse à être élu en tant qu'indépendant.
- 1983 : 25,9 %
- 1987 : élection tacite[6]
- 1991 : 36,7 % et meilleur résultat du canton[7].